# Oxymacaria infixaria
Oxymacaria infixaria là một loài bướm đêm trong họ Geometridae.